# نورما فاربر
نورما فاربر (بالإنجليزية: Norma Farber)‏ هي كاتبة للأطفال وكاتِبة ومغنية وشاعرة أمريكية، ولدت في 6 أغسطس 1909 في بوسطن في الولايات المتحدة، وتوفيت في 21 مارس 1984 في كامبريدج في الولايات المتحدة.